# Georg Schett (Mediziner, 16. Jahrhundert)
Georg Schett (auch Georg Stetus oder Georg Schedius; † 11. Januar 1557 oder 1558) war Leibarzt des sächsischen Herzogs Johann Friedrich und des Kurfürsten Moritz. Zudem war er Professor für Chirurgie und Anatomie und Stadtarzt in Leipzig.

## Frühes Leben und Ausbildung
Georg Schett begann sein Studium im Sommersemester 1537 an der Universität Leipzig, wobei er sich zunächst nicht auf Medizin konzentrierte. Seine weiterführenden medizinischen Studien absolvierte er ab 1550 an der Universität Montpellier. Am 29. Mai 1553 verließ er Montpellier, wo er vermutlich promovierte, und kehrte nach Leipzig zurück. Im Jahr 1554 wurde er dort zum Professor für Chirurgie und Anatomie ernannt.

## Familie
Sein Vater war als Barbier tätig. Georg Schett war dreimal verheiratet: Zunächst mit Agnesa Arntin, die 1541 verstarb, anschließend mit Anna Stange und später mit Catharina, vermutlich eine Tochter der Elisabeth Schweikart, Witwe des Heinrich Stromer genannt Auerbach.
Ein Enkel des Leibarztes war der in Glauchau geborene Georg Schedius (1580–1650), 1623–1629 Rektor der Bützower Schule, dann des Gymnasiums in Güstrow, wo er auch starb, und ein Urenkel war der Gelehrte und Poeta laureatus Elias Schedius (1615–1641).